# Sphaerostephanos gaudichaudii
Sphaerostephanos gaudichaudii är en kärrbräkenväxtart som beskrevs av Holtt. Sphaerostephanos gaudichaudii ingår i släktet Sphaerostephanos och familjen Thelypteridaceae. Inga underarter finns listade.